# Omphale marica
Omphale marica är en stekelart som först beskrevs av Walker 1839.  Omphale marica ingår i släktet Omphale och familjen finglanssteklar. Inga underarter finns listade i Catalogue of Life.